# ラブリーズ!!
『ラブリーズ!!』は、東雲水生による日本の漫画作品、およびそれを含む短編集としての単行本の題名。本項では主に後者について記述する。

## 単行本概要
秋田書店『ヤングチャンピオン』本誌及び増刊号や角川書店『月刊少年エース』および『月刊Asuka』にて発表された東雲水生初期の商業誌掲載短編漫画全6作品7話を、幻冬舎コミックスが1冊の単行本としてまとめ、幻冬舎が2008年3月24日に発売したものである。
秋田書店初出の4作品については青年漫画誌向けのためか、女性キャラクターのいわゆる「パンチラ」やセミヌードが描かれるのに対し、角川書店初出の2作品はそれぞれ少年漫画誌・少女漫画誌のためか、そうした表現は見られない。一方、「ぼくのペット（前・後編）」を除く5作品は、恋愛漫画ないしラブコメディ作品である。それぞれの作品に関連性はほぼ無いが、単行本収録にあたり「ぼくのペット」、「電気じかけのおやゆび姫×ウエポンガール」、「ラブリーズ!!×即席魔法少年カケル」と、それぞれの作品を組み合わせた描きおろし漫画3本が収録されており、これらの中で「ウエポンガール」と「電気じかけのおやゆび姫」に共通して登場する清原が同一人物であることが明かされている。なお、「忍的少女ちまき参る!」は描きおろしに含まれないが、カバー裏に描きおろしの4コマ漫画2本が収録されている。
幻冬舎並びに幻冬舎コミックス発行の漫画雑誌での掲載作品を全く含まないが、あとがきによれば、著者デビュー当時の担当編集者による企画で実現したものであるという。収録作品の執筆時期に約4年の幅があり作者の画風の変化がある、また「ぼくのペット 後編」に当時双葉社月刊『もえよん』連載中だった『ちびもの』の登場人物である若葉およびサヤらしき人物が描かれるなど、その時期の他作品からのキャラクターが登場している。

## 収録作品あらすじ
※太字は、主要キャラクター。
ラブリーズ!!
秋田書店『ヤングチャンピオン増刊 美少女ライン』2001年3月15日号掲載
高校2年生の鷹取 飛鳥（たかとり あすか）は、顔はそっくりだが性格は正反対の双子の姉・弥生（やよい）のだらしなさに困惑気味。そんな飛鳥は、幼馴染で弥生とは「女子ソフト部」のチームメイトでもある美園 鈴鹿（みその すずか）に密かに想いを寄せている。ある日、彼らが学校へ行くと、狭いグラウンドの使用権を争っていた野球部と女子ソフト部が、ソフトボールの直接対決をすることになってしまう。
ウエポンガール
秋田書店『ヤングチャンピオン』No.14 2001年7月10日号掲載
「上ポン」こと上原つばめ（うえはら つばめ）は、研究に没頭する清原（きよはら）先輩に憧れる高校1年生。そして彼女は、先輩が開発中の体操着・ブルマー型の強化スーツの実験相手を務めている。ある日、つばめは遂に告白を決意し、清原先輩をデートに誘うことにした。
電気じかけのおやゆび姫
秋田書店『ヤングチャンピオン増刊 チャンピオンAIR』2001年7月5日号掲載
はねっかえりで素直じゃない彼女・メイと喧嘩をしたばかりの元基（もとき）は、友人の清原から、手の平に乗る大きさの少女の姿をした育成型機械人形の試作型「姫」（ひめ）のモニターを依頼される。可愛らしくて素直な姫に理想の恋人を想う元基だったが、メイとのことも気がかりだった。
忍的少女ちまき参る!
秋田書店『ヤングチャンピオン増刊 こんちわ!』2001年12月20日号掲載
山奥でくノ一修行の日々を送る御手洗ちまき（みたらし ちまき）は、「フツーの高校生」生活に憧れる17歳。ある日、忍術修行をやめることを条件に父親から密書（MO）配達の任務を引き受けた彼女は、謎の忍者に追われ逃げる途中、町の高校生・柏 甘太郎（かしわ かんたろう）と出逢う。
即席魔法少年カケル
角川書店『月刊少年エース』2004年8月号掲載
17歳の高校生・小藪カケル（こやぶ カケル）は、クラスメイトの藤井ミキカ（ふじい ミキカ）にしばしば妨害されつつも、まだ見ぬ恋人探しに励んでいた。そんなある日、カケルの前に宇宙からの行商人が現われ、親切のお礼にと「ラブステッキ」なるアイテムをくれた。なんとそれは、どんな女の子でも一振りで恋に落としてしまう、不思議なステッキだった。
ぼくのペット（前・後編）
角川書店『月刊Asuka』2005年2月号および7月号掲載
醐堂製薬の御曹司・醐堂 千臣（ごどう かずおみ）は、幼い頃に飼っていた気高く賢い黒猫「紅緒」（クレオ）と、力強く心優しいラブラドール・レトリーバー「小町」（こまち）のDNAを使い、最高に従順なペットとして念願の復活をさせようと試みた。ところがどうしたわけか、生まれたのは名前の記憶とネコ・イヌの本能だけを持った、人間の少女たちだった。

## 単行本
幻冬舎コミックス「バーズコミックス」（2008年3月24日第1刷発行、同日発売）ISBN 9784344812567